# Mouvement des droits des personnes handicapées
Pour les articles homonymes, voir Droits des personnes handicapées.

Drapeau des personnes handicapées et de leurs droits.

Le mouvement des droits des personnes handicapées est un mouvement social visant à garantir l'égalité des chances et des droits pour toutes les personnes handicapées.
Il est composé d'organisations de militants du handicap qui travaillent ensemble avec des objectifs et des exigences similaires, tels que l'accessibilité et la sécurité dans l'architecture, les transports et l'environnement physique, l'égalité des chances dans l'acquisition de la vie autonome, l'équité en matière d'emploi, l'éducation et le logement, la liberté de ne pas subir de discrimination, d'abus, de négligence et d'autres violations des droits. Les militants du handicap s'efforcent de briser les barrières institutionnelles, physiques et sociétales qui empêchent les personnes handicapées de vivre comme les autres citoyens.
Le mouvement des droits du handicap est comparé avec d'autres mouvements pour l'égalité et les droits civiques, les mouvements féministes, pour les droits des personnes LGBT, et des personnes victimes de racisme.

## Histoire

### Aux États-Unis
Le mouvement des droits du handicap aux États-Unis est lié à l'héritage historique des divers mouvements des droits civiques. Il est lié au mouvement pour la vie autonome. Le film documentaire Crip Camp sorti en 2020 illustre la prise de conscience des handicapés concernant leurs droits.
Selon le film documentaire de 2011 réalisé par Eric Neudel, Lives Worth Living, le mouvement a commencé alors que les vétérans de la Seconde Guerre mondiale, malgré leurs mutilations, étant considérés comme des héros, n'étaient pas victimes d'exclusion. Ceci aurait inspiré des personnes nées avec un handicap à revendiquer le même statut, et par la suite, une accessibilité des lieux publics et des moyens de transport.
Le mouvement a été ponctué par des actes de désobéissance civile tels que le sit-in de 1977 au Bâtiment fédéral de San Francisco organisé par Kitty Cone, qui a amené le président Jimmy Carter a signer la section 504 du Rehabilitation Act (en), laquelle n'était pas implémentée par la législation.
En 1988, des étudiants de l'université Gallaudet, la seule université américaine spécifiquement destinée aux étudiants sourds, ont mené la manifestation Deaf President Now. Les étudiants ont formulé plusieurs revendications, demandant un président sourd et une population sourde majoritaire au sein du conseil d'administration. Cette manifestation d'une semaine a abouti à la nomination d'un président sourd, le Dr Irving King Jordan.
En 1990, des manifestants se sont rassemblés sur les marches du Capitole des États-Unis. Ils attendaient avec impatience l'adoption de l'Americans with Disabilities Act, qui avait été bloqué de la bataille des sociétés de transport public contre les réglementations strictes en matière d'accessibilité, et ces efforts de lobbying ont ralenti l'ensemble du processus. En réponse, un groupe de personnes handicapées se dirigea vers le Capitole. Ils ont jeté leurs fauteuils roulants, leurs déambulateurs et leurs béquilles et ont monté les marches. Cet événement est depuis connu sous le nom de Capitol Crawl, et aurait eu pour effet de pousser plusieurs sénateurs à la signature du document.
Le mouvement aurait culminé avec la signature de l'Americans with Disabilities Act par le président George H. W. Bush en juillet 1990.

### À l'international
En 1981, Disabled Peoples International a tenu sa première assemblée mondiale à Singapour dans le cadre de l'Année internationale des personnes handicapées (AIPH) qui avait été déclarée par les Nations unies. 

## Législation
Le statut sur l'égalité (Equality Act) de 2010 au Royaume-Uni garantit l'égalité en matière de lutte contre la discrimination, regroupant la discrimination sur le handicap avec d'autres types de discrimination, tels que l'âge, le handicap, le changement de sexe, la race, la religion ou les convictions et l'orientation sexuelle.
La signature de la Convention relative aux droits des personnes handicapées est vue comme une avancée majeure en matière de droits du handicap.